# Bericht over de pest in Londen
Bericht over de pest in Londen is een hoorspel van Gert Hofmann dat verwijst naar de Pestepidemie in Londen van 1665. Het is een vertaling uit het Duits van het historisch drama Bericht über die Pest in London, erstattet von Bürgern der Stadt, die im Jahre 1665, zwischen Mai und November, daran zugrunde gingen.
Van het genre historisch drama, de classificatie van het Nederlands Instituut voor Beeld en Geluid, wijkt het in zoverre af dat er geen moment twijfel is over verloop en afloop, de feiten zijn immers bekend. De kernvraag is niet wat er gebeurt, maar hoe het gebeurt. Hans-Georg Schede kwalificeert het Duitse origineel daarom als een oratorische vorm van het genre pesthoorspel. Dit ziet hij zowel terug in de titel als in de vorm van het stuk, waarbij vertelling en verslaglegging afgewisseld wordt met lyriek van koren.
Het origineel, geregisseerd door Heinz von Cramer, duurde 87 minuten en werd op 30 oktober 1968 uitgezonden door de Norddeutscher Rundfunk. Hans van Waarsenburg vertaalde het en de NCRV zond het uit op vrijdag 16 april 1971, met zang van Maria Rondel en Donald de Marcas en met medewerking van Marijke Ferguson en Willem Bremer (blokfluiten, kromhoorns, kortholt, serpent, zink, hakkebord, kleine harp & slagwerk). Voor de voorbereiding en de arrangementen stond Marijke Ferguson in. De regisseur was Ab van Eyk. Het hoorspel duurde bijna 78 minuten.

## Geluidsdragers
De moederbanden van dit hoorspel zijn gearchiveerd door het Nederlands Instituut voor Beeld en Geluid en daar zijn versies op audio-cd en in WAV- en MP3-formaat beschikbaar.

## Rolbezetting
- Kommer Kleijn (oude man)
- Paula Majoor (kind)
- Hetty Berger (dienares)
- Willy Ruys (burgemeester)
- Frans Somers & Frans Vasen (ambtenaren)
- Dogi Rugani (oude vrouw)
- Jos van Turenhout (afgevaardigde)
- Donald de Marcas (soldaat)
- Jef van Dalsen (koning Karel II)
- Jan Borkus & Cees van Ooyen (hovelingen)
- Paul Deen (Chiffinch)
- Fé Sciarone (lady Castlemain)
- Cas Baas (Alston)
- Jan Verkoren (Sancroft)
- Fred Vaassen (Dryden)
- Maarten Kapteijn (mechanische stem)
- Tom van Beek, André Depauw & Gaston van Erven (de drie geleerden)
- Piet Ekel (een dominee)
- Jan Wegter (vader)
- Willy Brill (moeder)
- Maarten Kapteijn (huiseigenaar)
- Huib Orizand (lord Killigrew)
- Piet Ekel (hofnar)
- Tonny Foletta & Cees van Ooyen (wachters)
- Robert Sobels (L’Estrange)
- Floor Koen (lijkenophaler)
- Joke Hagelen (meisje)
- Tine Medema (een vrouw)
- Jan Borkus (omroeper)
- Gaston van Erven (beantwoorder)
- Peter Aryans (Dr. Thompson)
- Cas Baas (bisschop)
- Dries Krijn (een doodgraver)
- Jaap Hoogstraten, Eva Janssen, Egon Verhoeff, Martin Simonis en Hilversumse kinderen o.l.v. Thera de Mares-Ooyens (verdere medewerkenden)
- De actrices en acteurs zijn ook te horen in het koor van kamerheren, het vrouwenkoor, het koor van slippendraagsters, de rozen, het koor van burgers, de ingeslotenen, de stervenden, de doden, de slagers, de dagloners en het koor der overlevenden.

## Inhoud
De pest heeft in de literatuur steeds de rol van een noodlot gespeeld, dat als straf opgelegd werd, omdat het kwaad onder de mensen zelf rondwaarde. In dit hoorspel brengt de auteur de samenleving van een hele stad aan het spreken, de koning en de bedelaar, de rijken en de armen. Met de dood voor ogen waren gelijkheid en broederlijkheid evenwel slechts schijn. Wie rijk was, kon voorzorgsmaatregelen treffen om zich aan de gesel Gods te onttrekken, kon zelfs - als morele handlanger - de slagen van de verschrikkelijke knoet op de naamlozen als billijk beschouwen, want wie arm was, moest ook een zondaar zijn.